# Mainzi Választófejedelemség
A Mainzi Választófejedelemség (németül: Erzstift und Kurfürstentum Mainz, röviden Kurmainz) egy történelmi államalakulat volt, mely 780 és 1803 között állt fenn. A Német-római Birodalom egyik legfontosabb állama és választófejedelme volt. Élén a Mainzi érsek állt, aki egyúttal az Németórszág főkancellárja címet is viselte, ezzel a birodalom leghatalmasabb egyházi méltósága volt. Mainz, Aschaffenburg, Eltville, Höchst (ma Frankfurt városrésze) és Erfurt fővárosok voltak.
Fontos megjegyezni, hogy a Mainzi főegyházmegye a választófejedelemségnél jóval nagyobb területtel rendelkezett.
1512-től a Rajna-vidéki körzethez tartozott.

## Mainzi választófejedelmek

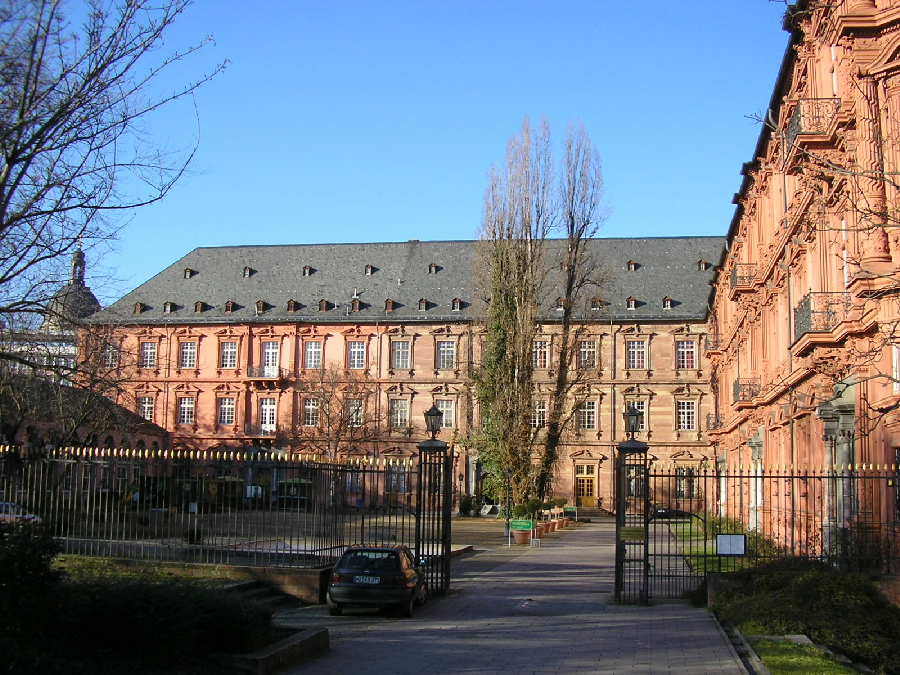
A választófejedelmi kastély Mainzban
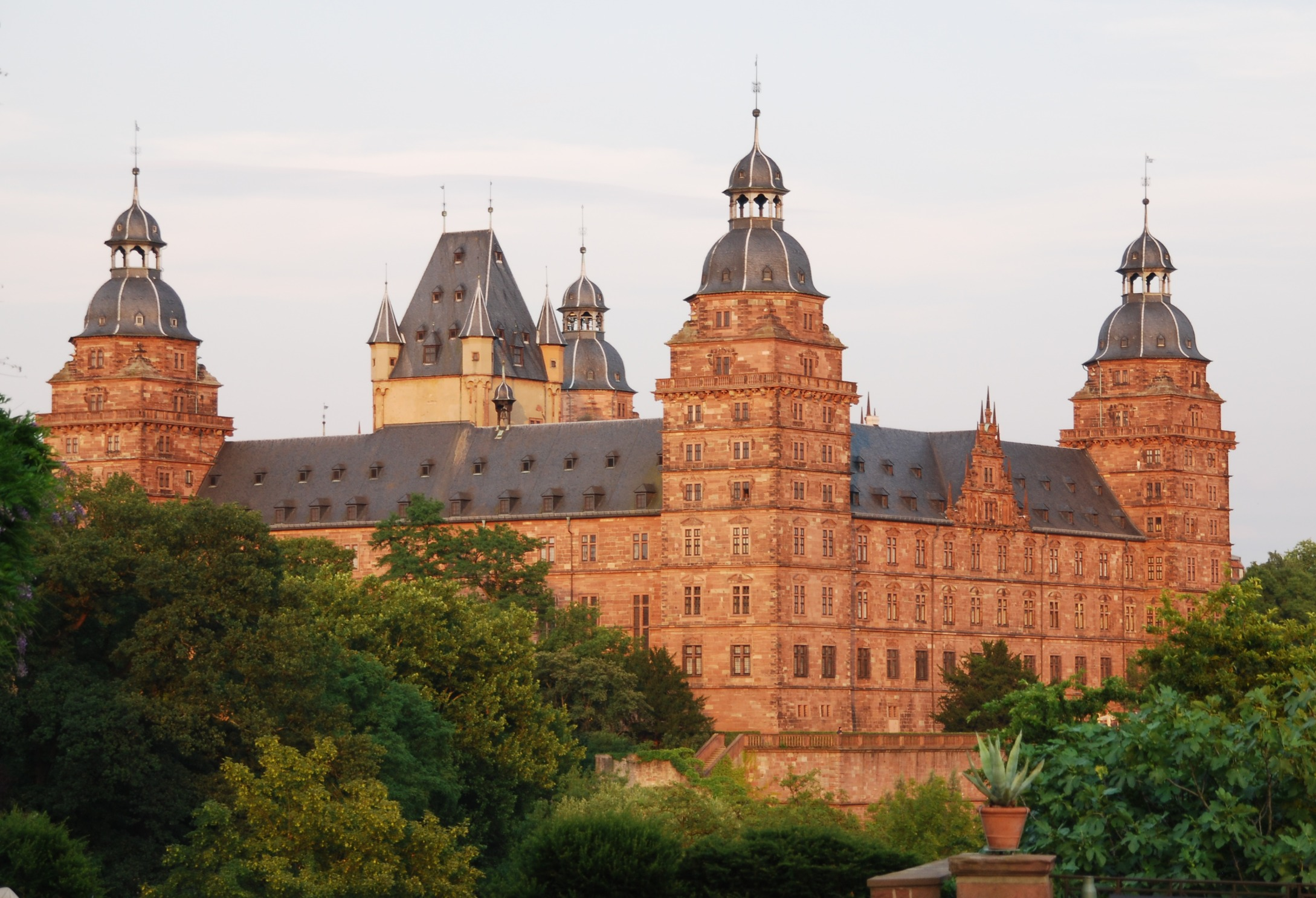
A Johannisburg kastély  Aschaffenburgban
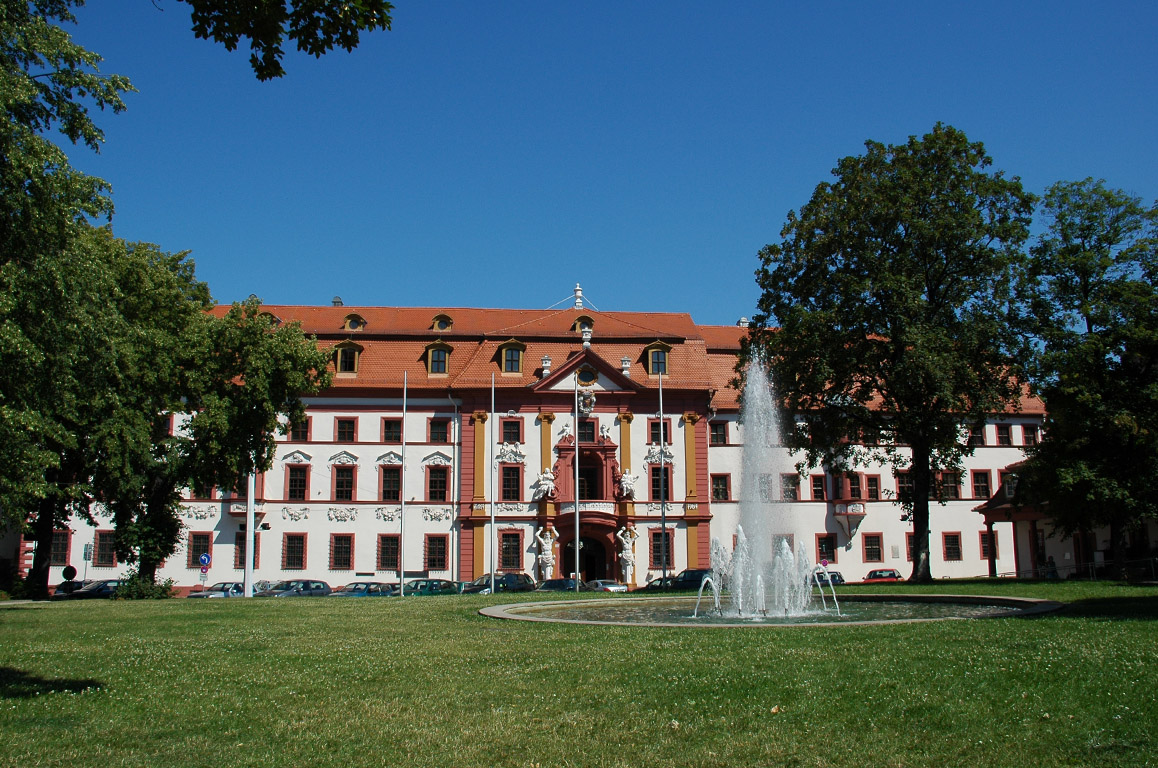
Az erfurti kastély
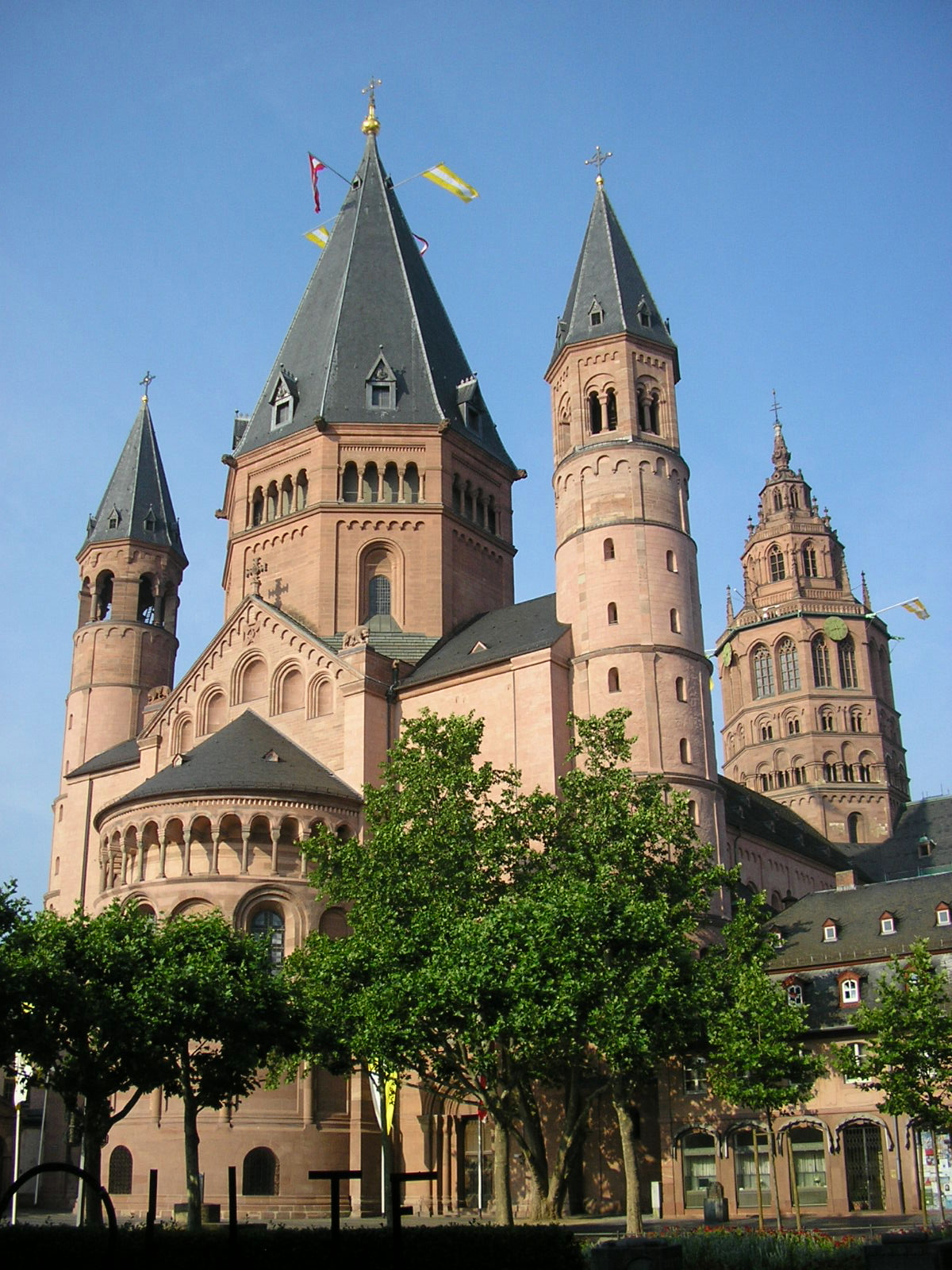
A Mainzi dóm
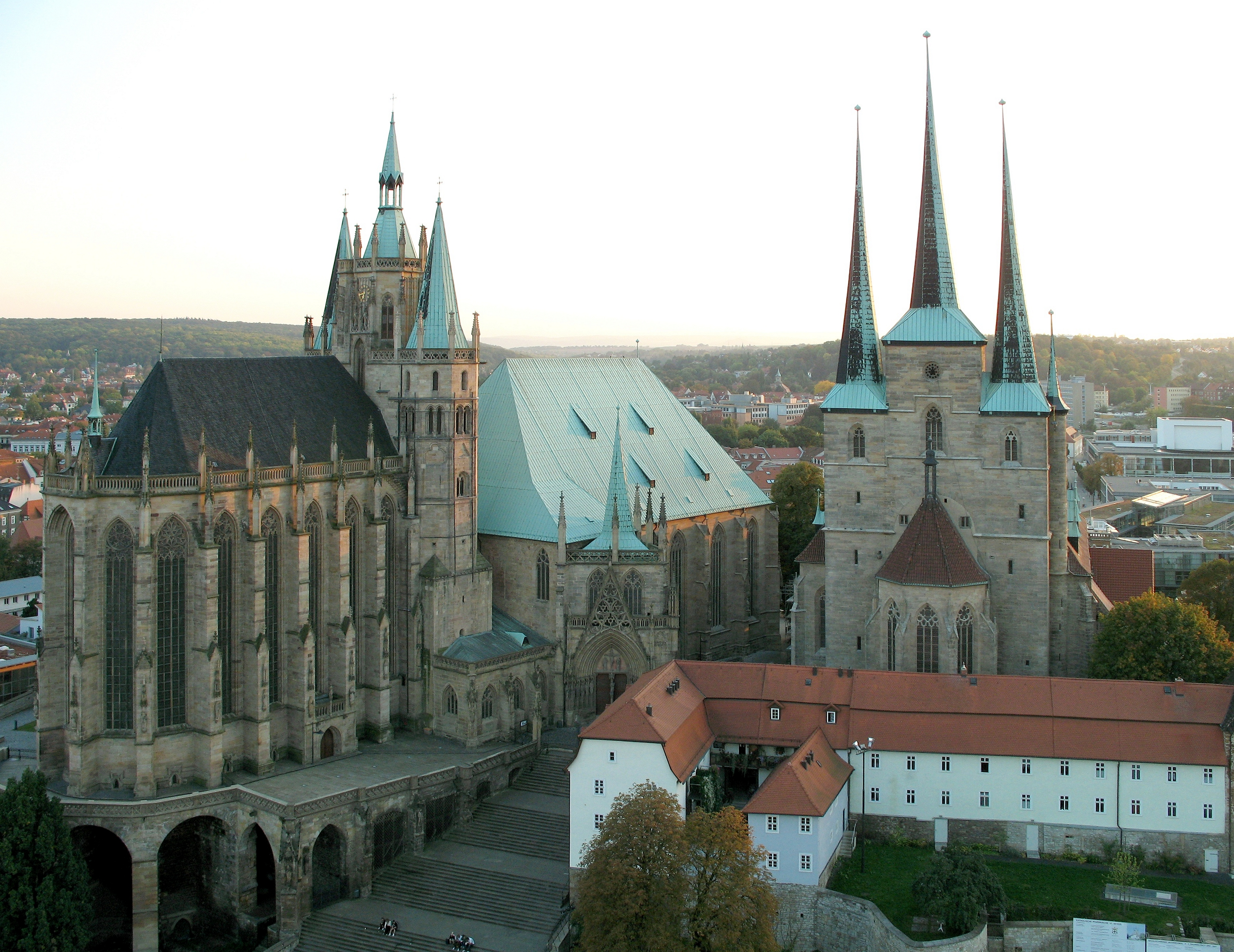
Az erfurti dóm és a St. Severikirche